# Котлувка (Мазовецьке воєводство)
Котлувка (пол. Kotłówka) — село в Польщі, у гміні Желехув Ґарволінського повіту Мазовецького воєводства.
Населення — 204 особи (2011).
У 1975-1998 роках село належало до Седлецького воєводства.

## Демографія
Демографічна структура станом на 31 березня 2011 року:
|          | Загалом | Допрацездатний вік | Працездатний вік | Постпрацездатний вік |
| -------- | ------- | ------------------ | ---------------- | -------------------- |
| Чоловіки | 112     | 21                 | 75               | 16                   |
| Жінки    | 92      | 19                 | 46               | 27                   |
| Разом    | 204     | 40                 | 121              | 43                   |